# Конде-сюр-Вир
Конде-сюр-Вир (фр. Condé-sur-Vire) — коммуна на северо-западе Франции, находится в регионе Нормандия, департамент Манш, округ Сен-Ло, центр одноименного кантона. Расположена в 9 км к югу от Сен-Ло, в 3 км от автомагистрали N174. Через территорию коммуны протекает река Вир.
Население (2018) — 4 033 человека. 

## История
С 1 января 2016 года в состав коммуны Конде-сюр-Вир вошла коммуна Ле-Мениль-Рауль, а с 1 января 2017 года к ней также присоединилась коммуна Труаго.

## Достопримечательности
- Церковь Святого Мартина XII-XIV веков с колокольней XVII века, частично разрушенной во время Второй мировой войны

## Экономика
Структура занятости населения:
- сельское хозяйство — 4,0 %
- промышленность — 36,2 %
- строительство — 11,8 %
- торговля, транспорт и сфера услуг — 31,4 %
- государственные и муниципальные службы — 16,5 %

Уровень безработицы (2018) — 7,1 % (Франция в целом —  13,4 %, департамент Манш — 10,4 %). 

Среднегодовой доход на 1 человека, евро (2018) — 22 020 (Франция в целом — 21 730, департамент Манш — 20 980).

## Демография
Динамика численности населения, чел.

## Администрация
Пост мэра Конде-сюр-Вира с 2014 года занимает член партии Демократическое движение Лоран Пьен (Laurent Pien). На муниципальных выборах 2020 года возглавляемый им центристский список был единственным.
| Период | Период | Фамилия       | Партия                    | Примечания              |
| ------ | ------ | ------------- | ------------------------- | ----------------------- |
| 1977   | 1983   | Ноэль Леметр  |                           | анестезиолог            |
| 1983   | 1995   | Жан-Луи Пошон | Разные правые             |                         |
| 1995   | 2008   | Ролан Див     | Союз за народное движение |                         |
| 2008   | 2014   | Шанталь Жуэн  |                           | директор колледжа       |
| 2014   |        | Лоран Пьен    | Демократическое движение  | территориальный инженер |

## Города-побратимы
- Бордон (Великобритания)